# L'Histoire de Nastagio degli Onesti (quatrième épisode)
Le quatrième épisode de L'Histoire de Nastagio degli Onesti (en italien : Nastagio degli Onesti, quarto episodio) est une peinture à tempera sur bois (83 × 142 cm) de Sandro Botticelli, datée de 1483 et conservée au Palais Pucci à Florence.

## Historique
Le tableau fait partie d'une série de quatre panneaux probablement destinés à la tête d'un lit nuptial ou à la décoration pour un cassone,  sur commande de Laurent le Magnifique afin de faire un cadeau nuptial à Giannozzo Pucci  et Lucrezia Bini, les deux armoiries familiales apparaissant dans le cadre : les quatre tableaux se trouvent pour trois d'entre eux au Prado de Madrid et un au Palazzo Pucci de Florence.  
Les quatre panneaux restèrent à Florence dans le palais de la famille Pucci jusqu'en 1868, année de leur vente. Par la suite ils passèrent dans diverses collections et, en 1929, Francisco de Asís Cambó en acheta trois aux héritiers de Joseph Spiridon puis en 1941 en fit don au musée du Prado. Le quatrième, appelé  « banquet nuptial », perdu de vue depuis des siècles, réapparaît à Florence en avril 2004, à l'occasion d'une exposition Botticelli-Filippino Lippi au Palazzo Strozzi et n'aurait jamais quitté sa demeure originelle du palais Pucci.

## Thème
La nouvelle de Nastagio degli Onesti fait partie de la huitième nouvelle de la cinquième journée du Décaméron de Boccace écrit entre 1348 et 1351, intitulée « L'Enfer pour les amoureux cruels » dédiée aux amours d'abord malheureuses puis se terminant de manière heureuse.
Le quatrième tableau représente le banquet final. 
La jeune Traversari, ayant été effrayée par le châtiment exposé dans l'épisode trois, accepte de se marier avec Nastagio qui organise la cérémonie dès le dimanche suivant.

## Description
La scène du banquet de noces se déroule dans un  décor architectonique composé de colonnades sur les côtés et d'arches en fond caché en partie par les piliers centraux.
La  pompe exposée célèbre la riche bourgeoisie florentine, avec ses précieux couverts de parade posés sur la crédence centrale avec une vasque au premier plan, son abondance des victuailles portés à gauche et à droite par des serviteurs élégants, la richesse  des habits d'apparat et la majesté de l'architecture.
Au centre des colonnes carrées du premier plan, dans les porte-flambeaux, sont insérées des branches de myrte, symbole de l'Amour ; elles sont  surmontées des armoiries familiales (à partir de la gauche des Pucci, des Médicis et des Pucci-Bini). 
Les deux tables se font face latéralement, les convives étant placés à leur extérieur se faisant face ; de même les mariés se font face à gauche car Nastagio s'est placé entre les tables de banquet en vis-à-vis de sa future femme.
Le paysage du fond est constitué de collines se  perdant dans un  lointain dégradé  de  perspective atmosphérique.

## Analyse
Contrairement aux trois premiers tableaux où était privilégiée la narration, l'action et la nature, celui-ci ne comporte qu'une scène statique dans un décor antique,
La représentation des détails est minutieuse, la représentation des couverts, du mobilier et des habits d'apparat constitue un intérêt historique particulier. 
Botticelli utilise la perspective avec des lignes droites et un point de fuite. La symétrie est marquée verticalement par la colonne centrale de l'arc de triomphe.
Le mariage ne semble pas être le principal centre d'intérêt, les mariés ne sont pas en évidence et les personnages ne semblent pas être particulièrement ravis.
Tout en arrière se trouve un véritable arc de triomphe à l'ancienne à triple arc et à bas-reliefs attiques, probablement inspirés par ceux que Botticelli a vu à Rome lors de son récent séjour pour peindre à fresque des scènes dans la Chapelle Sixtine.
Le quatrième tableau rompt brutalement la série par sa rigidité, il chasse le rêve et l'irréel et nous ramène à la réalité et à la rigueur scientifique de la composition afin de bien faire passer le message et satisfaire le commanditaire.

## Attribution
La critique est unanime quant à l'attribution de la conception des quatre scènes à Botticelli, mais concernant l'exécution elle considère qu'elle a été en partie confiée à ses assistants, en particulier Bartolomeo di Giovanni pour les trois premières scènes et Jacopo del Sellaio pour la dernière.